# Diaphorina ericae
Diaphorina ericae är en insektsart som först beskrevs av Franklin William Pettey 1933.  Diaphorina ericae ingår i släktet Diaphorina och familjen rundbladloppor. Inga underarter finns listade i Catalogue of Life.